# Истчестер (Њујорк)
Истчестер (енгл. Eastchester) насељено је место без административног статуса у америчкој савезној држави Њујорк.

## Демографија
По попису из 2010. године број становника је 19.554, што је 990 (5,3%) становника више него 2000. године.
| Група             | 2000.          | 2010.          |
| Белци             | 16.282 (87,7%) | 16.284 (83,3%) |
| Афроамериканци    | 175 (0,9%)     | 252 (1,3%)     |
| Азијати           | 1.222 (6,6%)   | 1.500 (7,7%)   |
| Хиспаноамериканци | 661 (3,6%)     | 1.275 (6,5%)   |
| Укупно            | 18.564         | 19.554         |